# Alexander Szymanowski
Pour les articles homonymes, voir Szymanowski.
Alexander Szymanowski, né le 13 octobre 1988 à Buenos Aires, est un footballeur argentin évoluant au poste d'ailier.

## Biographie
Avec le club du Recreativo de Huelva, il inscrit 10 buts en deuxième division espagnole lors de la saison 2012-2013. À cette occasion, il inscrit deux buts lors d'un match contre le Córdoba CF (victoire 2-1). 
Avec le club danois du Brøndby IF, il dispute trois matchs en Ligue Europa. En Superliga, il marque 6 buts, inscrivant un doublé contre l'équipe du FC Copenhague (victoire 3-2).
La 29 juillet 2015, il rejoint le club de Leganés. Avec cette équipe, il inscrit douze buts en deuxième division espagnole lors de la saison 2015-2016.
Szymanowski quitte les Pepineros durant l'été 2020, après cinq ans au club et des dernières années difficiles marquées par des blessures.